# Горст Фішер
Горст Пауль Сільвестр Фішер (нім. Horst Paul Silvester Fischer; 31 грудня 1912, Дрезден — 8 липня 1966, Лейпциг) — німецький медик, гауптштурмфюрер СС (1943), лікар концентраційного табору Аушвіц.

## Біографія
Фішер рано втратив батьків, тому його виховував дядько, який зробив з нього переконаного націоналіста. Член Союзу молоді. В 1932 році почав вивчати медицину в Берлінському університеті, в 1937 році склав державний іспит. 1 листопада 1933 року вступив у СС (особистий номер 293 937), 1 травня 1937 року — у НСДАП (партійний квиток №5 370 071). Після початку Другої світової війни поступив на службу у війська СС, служив у концтаборах Оранієнбург, Дахау і Штральзунд. Учасник вторгнення в СРСР. Фішер захворів на туберкульоз і був переведений на тилові посади. Під час лікування познайомився з Енно Лоллінгом, начальником 3-го відділу Головного адміністративно-господарського управління СС (санітарії і табірна гігієна). Фішер прийняв пропозицію Лоллінга стати табірним лікарем для розширення свого хірургічного досвіду і 6 листопада 1942 року розпочав службу в концтаборі Аушвіц. Спочатку служив як військовий лікар під керівництвом свого друга Едуарда Віртса, з личтопада 1943 року — лікар табору Аушвіц III Мановіц. На цій посаді Фішер займався відбором новоприбулих в'язнів і, таким чином, вирішував, хто з них парцездатний, а хто відразу вирушить у газові камери. З вересня 1944 року — головний лікар Аушвіца. В лютому 1945 року, після евакуації табору, переведений у Головне адміністративно-господарське управління СС.
Після війни працював лікарем у НДР, при цьому перебував під наглядом штазі через свої західні зв'язки і «політичну ненадійність» щодо комуністичного режиму. В квітні 1964 року співробітники штазі дізнались про діяльність Фішера у Аушвіці. 11 червня 1965 року він був заарештований, протягом декількох місяців Фішера допитували співробітники штазі. 10 березня 1966 року розпочався судовий процес, який був, по суті, показовим. 25 березня Фішер був засуджений до смертної кари. 8 липня, після відхилення апеляції Вальтером Ульбріхтом, був гільйотинований.

## Нагороди
- Медаль «За вислугу років у СС» 4-го і 3-го ступеня (8 років)[3]